# Кулєшов Павло Миколайович (маршал артилерії)
Павло́ Микола́йович Кулєшо́в (рос. Павел Николаевич Кулешов; 25 грудня 1908 — 26 лютого 2000) — радянський воєначальник, маршал артилерії (28.10.1967). Герой Соціалістичної Праці (1978).
Член-кореспондент Академії артилерійських наук СРСР (1949). Почесний академік Академії ракетних і артилерійських наук Росії (1994).

## Життєпис
Народився в нині неіснуючому селі Кайлик (в межах Уярського району Красноярського краю Росії) в селянській родині. Росіянин. Закінчив Красноярську залізничну семирічну школу.
До лав РСЧА призваний у жовтні 1926 року. У 1929 році закінчив Томську артилерійську школу. Служив командиром вогневого взводу артилерійської батареї 50-го стрілецького полку (м. Нижній Новгород), командиром навчального взводу полкової школи і командиром окремого артилерійського дивізіону (м. Новосибірськ), командиром навчальної батареї Томського артилерійського училища.
У 1938 році з відзнакою закінчив командний факультет Артилерійської академії імені Ф. Е. Дзержинського. З вересня того ж року проходив службу в Головному артилерійському управлінні РСЧА: старший помічник начальника відділу, а з листопада 1939 року — інспектор з військово-навчальних закладів.
У вересні 1941 року закінчив Військову академію Генерального штабу РСЧА і був призначений в Генеральний штаб РСЧА на посаду помічника начальника відділу артилерійського озброєння Управління облаштування тилу озброєнь і забезпечення. У жовтні того ж року, у зв'язку з реорганізацією, одержав доручення терміново сформувати 3-й гвардійський мінометний полк, на озброєнні якого знаходились реактивні міномети «Катюша».
Учасник німецько-радянської війни з жовтня 1941 року: начальник оперативної групи гвардійських мінометних частин Північно-Західного фронту, трохи згодом — на тій самій посаді у Волховській оперативній групі військ Ленінградського фронту. Наприкінці 1941 року отримав важке поранення. Після одужання командував гвардійськими мінометними частинами Волховського фронту. У червні 1943 року відкликаний з фронту і призначений заступником командувача гвардійськими мінометними частинами РСЧА. З листопада 1943 року — знову на фронті, заступник командувача артилерією з гвардійських мінометних частин 1-го Прибалтійського фронту. З серпня 1944 року — заступник начальника штабу артилерії Червоної армії.
Після закінчення Другої світової війни генерал-лейтенант артилерії П. М. Кулєшов призначений начальником інженерно-ракетного факультету Військової артилерійської академії імені Ф. Е. Дзержинського. З квітня 1950 року — заступник начальника цієї ж академії з наукової і навчальної роботи.
З 1953 року — начальник 4-го управління МО СРСР, а з травня 1955 року — начальник 4-го Головного управління МО СРСР.
З квітня 1957 року — заступник Головнокомандувача Військами протиповітряної оборони СРСР.
З 1963 року — начальник 2-го управління — заступник начальника 10-го Головного управління Генерального штабу ЗС СРСР.
З квітня 1965 року — начальник Головного ракетно-артилерійського управління МО СРСР.
З червня 1983 року — військовий інспектор-радник Групи генеральних інспекторів МО СРСР.
У 1992 році вийшов у відставку.

## Нагороди
Указом Президії Верховної Ради СРСР від 21 лютого 1978 року «за великі заслуги у справі освоєння і розвитку озброєнь і військової техніки та у зв'язку із 60-річчям Червоної Армії і Військово-Морського Флоту» маршалу артилерії Кулєшову Павлу Миколайовичу присвоєно звання Героя Соціалістичної Праці з врученням ордена Леніна і золотої медалі «Серп і Молот» (№ 19021).
Нагороджений п'ятьма орденами Леніна (1951, 20.04.1956, 06.03.1962, 31.10.1967, 21.02.1978), чотирма орденами Червоного Прапора (24.03.1942, 29.09.1943, 1945, 1946), орденами Суворова 2-го ступеня (22.08.1944), Кутузова 2-го ступеня (31.03.1943), двома орденами Вітчизняної війни 1-го ступеня (29.03.1944, 11.03.1985), орденами Червоної Зірки (03.11.1944), «За службу Батьківщині у Збройних силах СРСР» 2-го та 3-го (1975) ступенів, медалями, нагородами іноземних держав.
Лауреат Ленінської премії (15.04.1982).